# Адигамов, Мухаметдин Камалетдинович
Мухаметдин Камалетдинович Адигамов (баш. Мөхәмәтдин Камалетдин улы Әҙеһәмов; 5 июля 1892, Юлук, Оренбургская губерния — 8 декабря 1937, Уфа) — деятель Башкирского национального движения.

## Биография
Адигамов Мухаметдин Камалетдинович родился 5 июля 1892 года в деревне Юлук Орского уезда Оренбургской губернии (ныне Баймакский район Республики Башкортостан). Брат А. К. Адигамова. По национальности башкир.
В 1913 году окончил Кунгурское техническое училище.
В 1913—1916 гг. являлся страховым агентом Орской уездной земской управы.
В 1913 и 1916—1917 гг. проходил службу в русской армии, в 129-м пехотном полку в Казанском военном округе.
В марте 1918 года был в числе арестованных большевиками представителей Правительства Башкурдистана. В сентябре 1918 года принимал участие в Уфимском государственном совещании.
С сентября 1918 года по февраль 1919 года являлся заведующим отделом страхования, типографией, был личным секретарём председателя Башкирского правительства.
С мая 1919 года работал в должности секретаря Совета уполномоченных Башкирского военно-революционного комитета.
С августа 1919 года работал в Народном комиссариате рабоче-крестьянской инспекции Башкирской АССР, а с июля 1922 года — в должности народного комиссара инспекции. В то же время с ноября 1922 года являлся председателем Арбитражной комиссии при Совете народных комиссаров Башкирской АССР и заместителем председателя Совнаркома Башкирской АССР.
В 1923—1925 гг. работал в должности народного комиссара социального обеспечения Башкирской АССР.
В 1925—1937 гг. являлся председателем Центральной земельной комиссии Башкирской АССР, работал заместителем директора Белорецкого металлургического завода.
Репрессирован как «башкирский националист». 9 августа 1937 года был арестован, приговорён по статьям 58-2, 58-6, 58-7, 58-8, 58-10, 58-11 УК РСФСР. 8 декабря 1937 года расстрелян, реабилитирован в июле 1956 года.